# Thánh đường Mubarak
Thánh đường Mubarak hiện tọa lạc tại ấp Châu Giang, xã Phú Hiệp, huyện Phú Tân, tỉnh An Giang, Việt Nam. Đây từng là thánh đường Hồi giáo lớn nhất của tỉnh, và là di tích Lịch sử-Văn hóa cấp quốc gia (công nhận năm 1989). Nó được cho là đã được xây dựng vào năm 1750 và được cải tạo lại vào năm 1808. Đây là một trong những nhà thờ Hồi giáo lâu đời nhất Hồi giáo của cộng đồng người Chăm.

## Lịch sử, kiến trúc
Ban đầu, thánh đường được dựng bằng cây lá, và được trùng tu nhiều lần cũng bằng vật liệu này. Năm 1922, thánh đường được xây kiên cố hơn nên có tường vôi, cột cây tròn và lợp ngói. Đến năm 1965, thánh đường được xây mới bằng bê tông cốt sắt, và tồn tại cho đến nay. Tất cả đều do các tín đồ người Chăm ở đây góp công, góp của.
Được thiết kế bởi kiến trúc sư người Ấn Độ là Mohamet Amin, thánh đường Mubarak có kiến trúc mang nét đặc thù của đạo Hồi. Nhìn từ xa, ngôi thánh đường giống các kiểu kiến trúc cổ ở Ấn Độ, Ba Tư. Cổng chính hình vòng cung, trước là sân rộng. Trên nóc có một tháp lớn hai tầng hình bầu dục, dưới chân tháp có hình trăng lưỡi liềm và ngôi sao, tượng trưng cho đạo Hồi. Bốn góc trên nóc có 4 tháp nhỏ, giữa nóc có hai tháp bầu tròn nhô cao. Hai bên cửa chính của thánh đường có 4 vòm hình cung nhọn đầu, mỗi vòm cách nhau 2,4 mét chia đều cho mỗi bên. Bên hông thánh đường, mỗi bên cũng có 6 vòm hình vòng cung nhọn đầu.
Bên trong thánh đường, do đặc điểm của đạo Hồi nên không có tượng thờ bất kỳ vị thần thánh nào nhưng có hậu tẩm, là nơi chức sắc đứng hướng dẫn tín đồ làm lễ. Có Minbar là nơi thầy giảng giáo lý trong buổi lễ thứ Sáu hàng tuần. Vách tường bên trong được trang trí bởi màu trắng và xanh, và trên trần có treo những chùm đèn. Bên góc thánh đường có tháp cao để chức sắc kêu gọi tín đồ đến hành lễ...

## Lễ, Tết
Mỗi năm, tại thánh đường có 3 kỳ lễ lớn:
- Lễ Maulid: là lễ mừng ngày sinh Thiên sứ Mohammed (S.A.W) (là vị Thiên sứ cuối cùng) vào 12 tháng 3 Hồi lịch.
- Lễ Raya Haji: là lễ hành hương đến thánh địa Mecca ở Ả Rập Saudi vào ngày 10 tháng 12 Hồi lịch.
- Lễ Ramadan (tháng ăn chay) từ ngày 1 đến ngày 30 tháng 9 Hồi lịch.

Ngoài ra, còn có Tết của người Chăm gọi là Hari Raya, vào ngày 1 tháng 10 Hồi lịch.